# Aptilosia crocea
Aptilosia crocea är en fjärilsart som beskrevs av William Schaus 1911. Aptilosia crocea ingår i släktet Aptilosia och familjen björnspinnare. Inga underarter finns listade i Catalogue of Life.